# لوريتيلو
كانت لوريتيلو (بالإيطالية: Loritello)‏ كونتية نورمانية في إيطاليا على طول البحر الأدرياتيكي شمال جارجانو. ضمها النورمان من الساحل الشرقي لإمارة بينيفينتو بعد معركة تشيفيتاتي في 1053 على أيدي أسرة هوتفيل. توفي آخر كونت على لوريتيلو في 1184 ولم يحيى اللقب أبدًا بعد ذلك.